# Haus Drautz

Haus Drautz in Heilbronn

Vorgarteneingang

Diele

Salon

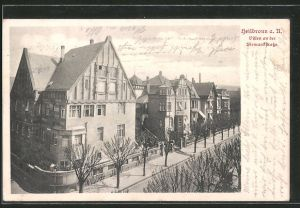
Villa Drautz und andere Villen Bismarckstraße Heilbronn.

Das Haus Drautz an der Bismarckstraße 23 (dann Kaiser-Wilhelm-Platz 4, heute Friedensplatz 4) in Heilbronn wurde im Jahre 1905 nach Entwürfen von Beutinger & Steiner gegenüber der Friedenskirche erbaut. Der figürliche Bauschmuck stammte von dem Bildhauer Adolf Amberg.

## Beschreibung

### Geschichte
Das Gebäude wurde im Jahre 1905 für den Fabrikanten Georg Drautz als Wohnhaus nach Entwürfen von Beutinger & Steiner erbaut. Bei den Luftangriffen auf Heilbronn im Zweiten Weltkrieg wurde das Gebäude 1944 zerstört. Anfang der 1950er Jahre entstand auf den alten Kellerfundamenten des Jugendstilgebäudes ein Haus der Industrie- und Handelskammer (IHK). 2006 wurde der IHK-Bau durch einen repräsentativen Neubau der Deutschen Rentenversicherung ersetzt. Heute nutzt die Classic Bautreuhand GmbH & Co. KG das Haus als Büro- und Verwaltungsgebäude.

### Architektur und Bauschmuck
Die Fassaden des Gebäudes bestanden aus Heilbronner Sandstein. Es wurde auf die Materialwirkung des Sandsteins Wert gelegt. Zudem beeinflusste die gegenüberliegende und nur kurz zuvor neu erbaute Friedenskirche die Form des Gebäudes. Wichtig war auch die Monumentalwirkung des Hauses; „eine möglichst geschlossene Silhouette, im Gebäudekörper selbst … eine grosse Massenwirkung“ sollte erzielt werden. Aufwändig war auch die Gestaltung der Dachlandschaft.
Anstelle der Hauptgesimse wurden „durchlaufende […] Gurte mit […] Kettenmotiv“ gesetzt. Das Haus wies Doppelgiebel auf, die mit figürlichem Bauschmuck des Berliner Bildhauers Adolf Amberg verziert waren. In die Doppelgiebel wurden Vertikalbänder aus getriebenen Kupfereinlagen gesetzt. Die repräsentative Gestaltung des Hauses nahm Bezug auf die nur wenige Jahre zuvor errichtete, gegenüberliegende Friedenskirche. Ein außen befindlicher Treppenaufgang führte direkt zu den Obergeschossen.
Die aufwändig mit Bildhauerarbeiten gestalteten Doppelgiebel bildeten auch einen Kontrast zu den unteren, schlichter gestalteten Stockwerken und waren mit ihren plastisch hervortretenden Gestaltungselementen auch darauf ausgelegt, eine Schattenwirkung zu erzielen. Die Süddeutsche Bauzeitung betonte 1911 den „reichhaltigen Wechsel“ und die „kräftige Schattenwirkung der stark im Licht stehenden Fassade“. Der Doppelgiebel war durch eine mit einer Attika vergleichbare Konstruktion verbunden.
Auch die Gartenarchitektur und die Inneneinrichtung wurden von Beutinger und Steiner entworfen und bis ins Detail gestaltet.

### Rezeption
Die Fachzeitschrift Der Profanbau. Zeitschrift für Geschäftshaus-, Industrie- und Verkehrs-Bauten lobte 1907 die Durcharbeitung der Einzelheiten, die Auswahl der Materialien und den Einklang von Form und Farbe mit der gesamten Umgebung. Das Gebäude galt als herausragendes Meisterwerk der Architekten und als Patrizierhaus modernen Stils:

„Ihr Meisterwerk dürfte das vor zwei Jahren (1905) fertiggestellte Haus Drautz in Heilbronn sein […] Es ist ein Patrizierhaus modernen Stils, wie wir solche an den Straßenfluchten der Großstädte nur wenige besitzen […] mit der Schaffung solcher Bauten wächst, die künstlerische Kraft, die durch den Feinsinn verständiger Bauherren besonders gefüllt wird.“